# 129 Die in Jet!
129 Die in Jet! est un tableau créé par l'artiste pop américain Andy Warhol en 1962, réalisée à l'acrylique et au crayon sur toile, aux dimensions 100 × 72 pouces (254 × 182,9 cm).

## Description
Warhol a créé cette œuvre en hommage à l'accident du 3 juin 1962 du vol Air France 007 à son décollage à l'aéroport de Paris-Orly, dans lequel 129 (plus tard 130 après le décès d'une personne blessée) personnes à bord ont été tuées, avec seulement 2 (initialement 3) survivants. L'Atlanta Art Association avait parrainé un voyage d'un mois à la découverte des trésors artistiques de l'Europe, et 106 des passagers étaient des mécènes qui rentraient à Atlanta par ce vol charter. Le groupe comprenait de nombreux responsables culturels et civiques d'Atlanta. Le maire d'Atlanta, Ivan Allen Jr. (en), s'est rendu à Orly pour inspecter le site de l'accident où tant d'habitants importants d'Atlanta ont péri.